# Eustomias
Eustomias – rodzaj morskich ryb promieniopłetwych z rodziny wężorowatych (Stomiidae).

## Klasyfikacja
Gatunki zaliczane do tego rodzaju:
| - Eustomias achirus - Eustomias acinosus - Eustomias aequatorialis - Eustomias albibulbus - Eustomias appositus - Eustomias arborifer - Eustomias australensis - Eustomias austratlanticus - Eustomias bertelseni - Eustomias bibulboides - Eustomias bibulbosus - Eustomias bifilis - Eustomias bigelowi - Eustomias bimargaritatus - Eustomias bimargaritoides - Eustomias binghami - Eustomias bituberatus - Eustomias bituberoides - Eustomias borealis - Eustomias braueri - Eustomias brevibarbatus - Eustomias bulbiramis - Eustomias bulbornatus - Eustomias cancriensis - Eustomias cirritus - Eustomias contiguus - Eustomias crossotus - Eustomias crucis - Eustomias cryptobulbus - Eustomias curtatus | - Eustomias curtifilis - Eustomias danae - Eustomias decoratus - Eustomias dendriticus - Eustomias deofamiliaris - Eustomias digitatus - Eustomias dinema - Eustomias dispar - Eustomias dubius - Eustomias elongatus - Eustomias enbarbatus - Eustomias filifer - Eustomias fissibarbis - Eustomias flagellifer - Eustomias furcifer - Eustomias gibbsi - Eustomias globulifer - Eustomias grandibulbus - Eustomias hulleyi - Eustomias hypopsilus - Eustomias ignotus - Eustomias inconstans - Eustomias insularum - Eustomias intermedius - Eustomias interruptus - Eustomias ioani - Eustomias jimcraddocki - Eustomias kreffti - Eustomias lanceolatus | - Eustomias leptobolus - Eustomias lipochirus - Eustomias longibarba - Eustomias longiramis - Eustomias macronema - Eustomias macrophthalmus - Eustomias macrurus - Eustomias magnificus - Eustomias medusa - Eustomias melanonema - Eustomias melanostigma - Eustomias melanostigmoides - Eustomias mesostenus - Eustomias metamelas - Eustomias micraster - Eustomias micropterygius - Eustomias minimus - Eustomias monoclonoides - Eustomias monoclonus - Eustomias monodactylus - Eustomias multifilis - Eustomias obscurus - Eustomias orientalis - Eustomias pacificus - Eustomias parini - Eustomias parri - Eustomias patulus - Eustomias paucifilis - Eustomias paxtoni | - Eustomias perplexus - Eustomias pinnatus - Eustomias polyaster - Eustomias posti - Eustomias precarius - Eustomias problematicus - Eustomias pyrifer - Eustomias quadrifilis - Eustomias radicifilis - Eustomias satterleei - Eustomias schiffi - Eustomias schmidti - Eustomias silvescens - Eustomias similis - Eustomias simplex - Eustomias spherulifer - Eustomias suluensis - Eustomias tenisoni - Eustomias tetranema - Eustomias teuthidopsis - Eustomias tomentosis - Eustomias trewavasae - Eustomias triramis - Eustomias uniramis - Eustomias variabilis - Eustomias vitiazi - Eustomias vulgaris - Eustomias woollardi - Eustomias xenobolus |

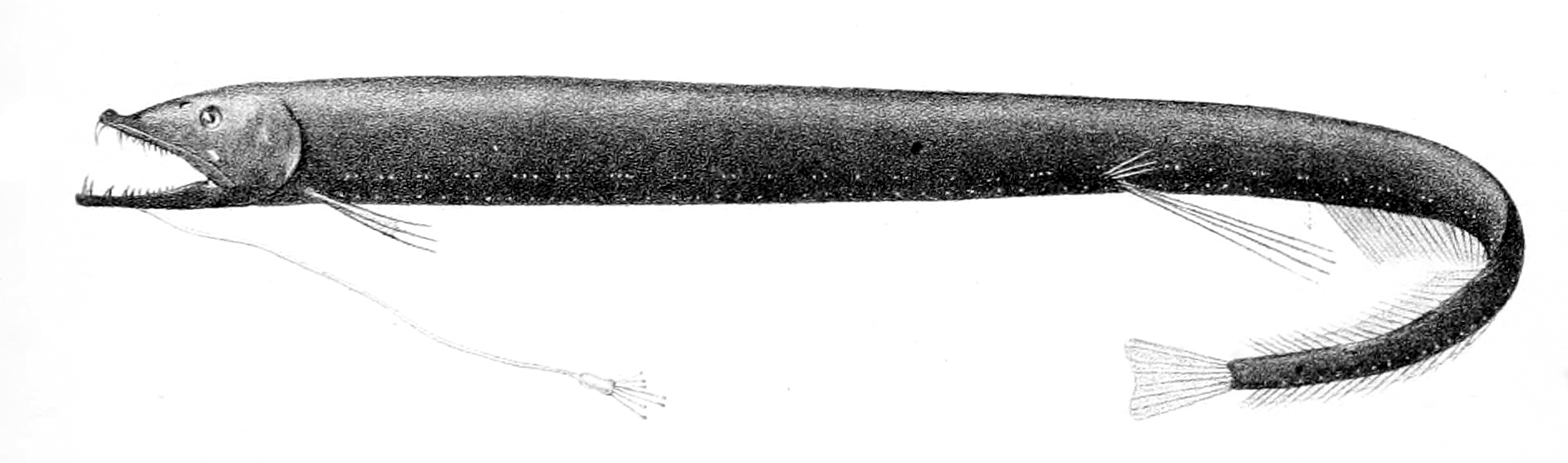
Eustomias obscurus
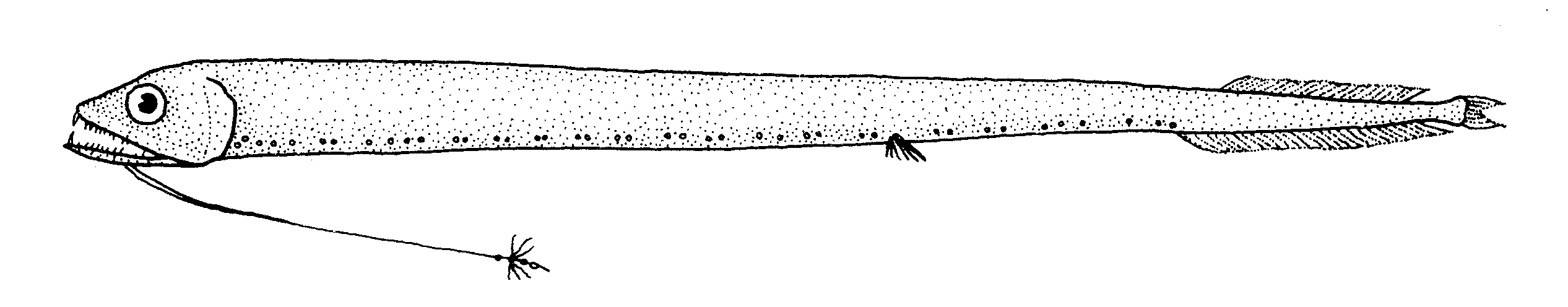
Eustomias trewavasae